# العلاقات اليابانية الجامايكية
العلاقات اليابانية الجامايكية هي العلاقات الثنائية التي تجمع بين اليابان وجامايكا.

## مقارنة بين البلدين
هذه مقارنة عامة ومرجعية للدولتين:
| وجه المقارنة                                              | اليابان         | جامايكا       |
| --------------------------------------------------------- | --------------- | ------------- |
| المساحة (كم2)                                             | 377.97 ألف      | 10.99 ألف     |
| عدد السكان (نسمة)                                         | 126.79 مليون    | 2.95 مليون    |
| الكثافة السكانية (ن./كم²)                                 | 335.45          | 268.43        |
| العاصمة                                                   | طوكيو           | كينغستون      |
| اللغة الرسمية                                             | اللغة اليابانية | لغة إنجليزية  |
| العملة                                                    | ين ياباني       | دولار جامايكي |
| الناتج المحلي الإجمالي (بليون دولار)                      | 4.87 تريليون    | 14.77 مليار   |
| الناتج المحلي الإجمالي (تعادل القوة الشرائية) بليون دولار | 5.18 تريليون    | 24.79 مليار   |
| الناتج المحلي الإجمالي الاسمي للفرد دولار أمريكي          | 34.52 ألف       | 5.23 ألف      |
| الناتج المحلي الإجمالي للفرد دولار أمريكي                 | 36.62 ألف       | 8.88 ألف      |
| مؤشر التنمية البشرية                                      | 0.903           | 0.719         |
| رمز المكالمات الدولي                                      | +81             | +1876         |
| رمز الإنترنت                                              | .jp             | .jm           |
| المنطقة الزمنية                                           | توقيت اليابان   | 00            |

## منظمات دولية مشتركة
يشترك البلدان في عضوية مجموعة من المنظمات الدولية، منها:
| علم المنظمة | اسم المنظمة                               | تاريخ انضمام اليابان | تاريخ انضمام جامايكا |
| ----------- | ----------------------------------------- | -------------------- | -------------------- |
|             | يونسكو                                    | 2 يوليو 1951         | 7 نوفمبر 1962        |
|             | مؤسسة التمويل الدولية                     | 20 يوليو 1956        | 31 مارس 1964         |
|             | المركز الدولي لتسوية المنازعات الاستشارية | 16 سبتمبر 1967       | 14 أكتوبر 1966       |
|             | منظمة حظر الأسلحة الكيميائية              | ?                    | ?                    |
|             | منظمة التجارة العالمية                    | ?                    | ?                    |
|             | وكالة ضمان الاستثمار متعدد الأطراف        | 12 أبريل 1988        | 12 أبريل 1988        |
|             | الاتحاد البريدي العالمي                   | ?                    | ?                    |
|             | الاتحاد الدولي للاتصالات                  | 29 يناير 1879        | 18 فبراير 1963       |
|             | منظمة الشرطة الجنائية الدولية             | ?                    | ?                    |
|             | الأمم المتحدة                             | 18 ديسمبر 1956       | 18 سبتمبر 1962       |
|             | البنك الدولي للإنشاء والتعمير             | 13 أغسطس 1952        | 21 فبراير 1963       |
|             | المنظمة الهيدروغرافية الدولية             | ?                    | ?                    |

## أعلام
هذه قائمة لبعض الشخصيات التي تربطها علاقات بالبلدين:
- جوليان والش (18 سبتمبر 1996 – )
- موساشي سوزوكي (لاعب كرة قدم ياباني، 11 فبراير 1994[19] – )

## وصلات خارجية
- موقع وزارة الخارجية اليابانية
- موقع وزارة الخارجية الجامايكية